# Attacus talas
Attacus talas är en fjärilsart som beskrevs av Jacob Hübner 1820. Attacus talas ingår i släktet Attacus och familjen påfågelsspinnare. Inga underarter finns listade i Catalogue of Life.